# FC Bagnols Pont
Football Club Bagnols-sur-Cèze - Pont-Saint-Esprit (tiếng Occitan: Banhòus de Céser - Lo Pont Sant Esperit; thường được gọi là FC Bagnols Pont hoặc đơn giản là Bagnols Pont) là một câu lạc bộ bóng đá Pháp có trụ sở tại Bagnols-sur-Cèze tại Vùng Occitanie. Câu lạc bộ được thành lập vào ngày 21 tháng 7 năm 2000 sau khi sáp nhập hai câu lạc bộ địa phương; Câu lạc bộ Union Bagnols Jeunesse và Indépguarde de Pont-Saint-Esprit.

## liên kết ngoài
- Trang web chính thức Lưu trữ ngày 25 tháng 8 năm 2010 tại Wayback Machine